# Hypodryas urbani
Hypodryas urbani är en fjärilsart som beskrevs av Hirschke 1900. Hypodryas urbani ingår i släktet Hypodryas och familjen praktfjärilar. Inga underarter finns listade i Catalogue of Life.